# Dance of the Dead
Dance of the Dead é um filme de comédia zumbi produzido de forma independente nos Estados Unidos, dirigido por Gregg Bishop e lançado em 2008.